# Орловські
Орловські походять з колишньої Прусської провінції.  Ян Онуфрій Орловський був останнім ловчим надвірним коронним польським, цей рід внесений до VI частини родоводу книги Подільської губернії. 
В 1792 році Ярмолинці перейшли до володінь Яна Онуфрія Орловського, це перший представник родини Орловських, що з’явилися на Ярмолинеччині. Ян Онуфрій заслужив звання кавалера двох орденів «Святого Станіслава» та «Білого Орла». За нього в Ярмолинцях зводиться Бернардинський монастир та починається будівництво католицького костелу. Ян Орловський передав Ярмолинці своєму сину Адаму.
Містечко Ярмолинці стало волосним центром у складі Проскурівського повіту. За переписом 1808 р. тут нараховувалось 266 будинків.
В кінці ХVIII ст. Ярмолинці перейшли у власність до заможного польського шляхтича графа Адама Івановича Орловського (1780-1848) і з того часу, впродовж більше 120 років, аж до 1917 р., історія містечка була пов'язана з цим давнім польським родом, який мав свій родовий герб “Любич. Любич - родовий герб яким користувались понад 500 родів Білорусі, України, Литви і Польщі. Появу цього герба відносять до XII ст. (близько 1190р.)
Адам з дружиною Розою Красіцькою (1787-1880), з якою проживав у шлюбі з 1807 р., тоді володіли трьома фільварками - Дубина, Боснячина, Залісці,  загальною площею 1508 дес. землі в тому числі 380 дес. лісу.  
Орловський сприяв економічному розвитку Ярмолинець, швидкими темпами розвивається будівництво будівельних заводів, виробничих приміщень, нових культових споруд, гужового виробництва, велика пасіка дозволила створити винокурні і пивоварні. Справжнім успіхом стало суконне виробництво, Адам привіз німецьких майстрів і виробництво тканини становило 24 тис. купонів.
Значну роль у забезпеченні найголовніших потреб населення Подільської губернії відігравала торгівля. Саме цей фактор сприяв зростанню містечка Ярмолинці, де у 1830 р. кількість дворів досягала 333. Помітний вплив на економічний розвиток Ярмолинець мало переведення сюди, за сприянням Адама Орловського з м. Тинни Ушицького повіту у 1835 р. Петропавлівського ярмарку, що згодом став найпотужнішим в Подільській губернії. 
Петропавлівський ярмарок дав значні прибутки для родини Орловських, оскільки щорічно вони отримували до 20 тис. крб. чистого прибутку офіційно. Тільки за оренду крамниць, будинків складів граф одержував мільйон карбованців. Отже, завдяки ярмаркам поступово зростає економічний потенціал родини графів Орловських.  
Адам Орловський з дружиною Розою Красіцькою та родиною чимало часу проводила за кордоном, зокрема вони володіли будинками та майном всесвітньо відомому курортному місті Ніцца (південно-східна Франція). Однак, це не стало на заваді здійснювати Орловським широкомасштабне будівництво у Ярмолинцях протягом усього життя Адам опікувався розбудовою Петропавлівського костелу, започаткованого ще його батьком Яном у 1792 році, а завершення будівництва у 1862 році займався уже його син Олександр. Окремі будинки збереглися до сьогодення, зокрема приміщення санепідемстанції, відділення Ощадбанку, Управління праці і соціального захисту та інші.
У 1857 році в місті Ніцца завершив свій життєвий шлях Адам Орловський і, очевидно, був похованим на місцевому кладовищі, але значно пізніше, орієнтовно у 1888 році відбулося перепоховання графа у Ярмолинцях біля Петропавлівського Костелу. 
Після Адама Стефана Орловського вся власність перейшла до єдиного спадкоємця сина графа, російського дворянина Олександра Станіслава Орловського (1817-1893). Пройшовши юнкерську школу, далі армійську службу, Олександр вступив у шлюб з першою дружиною Юзефою Івановською (1829-1858), яка народила йому сина Адама (1851-1931). Однак, після передчасної смерті Юзефи у 1858 р. Олександр одружився вдруге з багатою молодою нареченою, французькою княгинею Клементиною Марією Вільгельминою де Талейран-Перигор (1841-1881). Після укладення другого шлюбу родинний капітал Орловських помітно збільшився. Від другого шлюбу у Олександра і Клеметини народилися діти: Ігнатій (1860), Ксаверій Францішек Олександр (1.12.1862-1926), ЯH (1863-1939), Мечислав Леон Стефан (1865-1929). Подружжя з дітьми, переважно, проживало у Варшаві, тому веденням господарства займалися керуючі, економи, орендарі та інші. Підрісши, діти одержали чудову освіту у престижних університетах Європи і більшість часу проводили за кордоном. Продовжуючи традиції батька. Олександр у 1859 р. розпочав будівництво у Ярмолинцях нового палацу. 
Отже, за Олександра відбувається перехід від дворянського до ринкового землеволодіння, відкрилось сільське училище, завершилось будівництво шляху Проскурів – Ісаківці. Виготовлялось усе необхідне для поїздок.
        Однак, після розподілу спадщини молоді графи не поспішали у свої маєтки. Ігнатій (Михайло) постійно проживав у Відні. Мечислав Леон одружився з американською громадянкою Мабель Стівенс донькою Нью-Йоркського банкіра Самсона-Левінгстона. У Мечислава з Мабель 6 липня 1900 р. народилася донька Роза Клементіна. Подружжя звикло жити розкішно, тому сімейний бюджет витрачався без врахування надходжень. Таке положення загнало Мечислава у чималі борги. Так, заборгувавши своїм кредиторам значну суму, Мечислав змушений був продати Батьківську спадщину (Слобідку-Малієвецьку і Маліївці) та назавжди емігрувати за кордон. На щастя, вказані села викупив старший брат Мечислава - Ксаверій, пожертвувавши для цього своїм маєтком-замком у Баварії (Німеччина). 
Володів придбаними маєтками Ксаверій до 1917 р., після чого власність Ксаверія, як і мільйонів інших приватних землевласників, була націоналізована радянською владою. Так, шляхетний вчинок Ксаверія Францішека Орловського по врятуванню батьківської спадщини, повернувся для нього самого суцільним розоренням.
Ксаверій Орловський займався активною політичною діяльністю, що спрямовувалася на захист прав великих землевласників польської меншини в Правобережжі. 
Останнім з Орловських, хто жив в Ярмолинцях, був Ксаверій. Після революції 1917 року весь спадок Ксаверія перейшов до сина – Кароля Орловського.
       Революційні події 1905-1907 рр. стали для "Українських" польських землевласників своєрідним "порогом перестороги". Дехто з них, наляканий страхітливими селянськими погромами, рятувалися виїздом, скоріше втечею.
Ксаверій Орловський з сім'єю також виїхав на постійне місце проживання до Варшави, де обіймав посаду російського дипломата, а з відродженням Польщі у 1918 р. став послом у Бразилії, а пізніше – Іспанії.
Родина Орловських розїхалась по світу: одні осіли в Кракові, інші виїхали до Аргентини і проживають в Буенос-Айросі.
Сьогодні в Кракові проживає Габрієла Любомирська – вона відноситься до лінії прямих нащадків графа Адама Орловського. З початком широкомасштабної війни з росією Габрієла стала волонтером і опікується українськими дітьми, що переселились до Польщі. Ще один із нащадків Орловських граф Фелікс Собанський похований в Кракові. В 2002 році вийшла книга «Орловські – історія одного роду» в Кракові, автором якої є Кароль Стефан Орловський.
Використані джерела:
1. Баженова І.В., Винокура І.С. та інші. Нариси історії Поділля - Хм., 1990-с.119.
2. Замки та храми України "Ярмолинці". – [Електронний ресурс]. – Режим доступу: https://castles.com.ua/jar.htm
3.  Рід Орловських на Ярмолинеччині: [іст. розвідка]". – Вперед. – 2021. – 9 верес. – С. 2; 23 верес. – С. 2
4. Захарєв В., Старенький І., Шпаковський С. Замки, фортеці, пізньосередньовічні міські укріплення Хмельницької області. —Хм., 2017. - с.109.
5. Історія міст і сіл Української PCP. Хмельницька область. - K.. 1971. - с.643.
6. Літопис Хмельниччини -2007 (краєзнавчий збірник). — Хм., 2007.- с. 199.
7. Пажимський Б., Пажимський О. Маєтки (палацово-паркові ансамблі) Хмельниччини ХVIII-ХIХ ст. - Хмельницький - Київ. 2006. с.39-44.
8. Поділля. Історико-етнографічне дослідження. – К., 1994 – с.5-15
9. Снігур О. Ярмолинці (короткі історичні нариси). – Хм., 200,- с.11.
10. Сторінки історії (до 95-річчя Ярмолинецького району). – Я., 2019. - с.1-5.
11. Хмельниччина: Дивокрай. Науково-краєзнавче видання. № 1-2. – Кам’янець- Подільський, 2004. -с.37-44.
12. Хонтяр С.Ф., Хоптяр A.C. Родовід Хоптярів. - Кам’янець-Подільський, 2003. -с.118-119.
13.  Орловський К. С. ORLOWSCY Historia jednej rodziny – Краків, 2002 р. с. 28-40